# Социальная инфраструктура
Социа́льная инфраструкту́ра — совокупность отраслей и предприятий, функционально обеспечивающих нормальную жизнедеятельность населения. Сюда относятся: жилье, его строительство, объекты социально-культурного назначения, вся сфера жилищно-коммунального хозяйства, предприятия и организации систем здравоохранения, образования, дошкольного воспитания; предприятия и организации, связанные с отдыхом и досугом; общественное питание, сфера услуг, спортивно-оздоровительные учреждения; пассажирский транспорт и связь по обслуживанию населения; система учреждений, оказывающих услуги правового и финансово-кредитного характера (юридические консультации, нотариальные конторы, сберегательные кассы, банки) и др.
Факторы социальной инфраструктуры: 
1) Потребительский - это главный фактор (размещение населения);
2) Природно-ресурсный фактор (связан с водоемами, лесами, горами);
3) Фактор "наукоемкий" (тяготеет к научным центрам. Например: высшее образование (университетское, институтское);
4) Транспортный фактор (при размещении всегда учитывают транспортную доступность для населения объектов инфраструктуры).

## Определение и классификация
В первую очередь, следует отметить, что выделение социальной инфраструктуры является одной из наиболее распространенных классификаций инфраструктуры экономики, которую в таком случае делят на производственную и непроизводственную (социальную). Социальная инфраструктура — это отрасли, подотрасли, которые опосредованно связаны с процессом производства в смысле обеспечения условий трудовой и общественной деятельности населения, деятельности в сфере культуры, быта, социального и межличностного общения.
В свою очередь, социальная инфраструктура делится на:
1. Социально-экономическую — обеспечивает всестороннее развитие личности (образование, здравоохранение, культура);
2. Бытовую — создает определенные условия жизнедеятельности населения (розничная торговля, коммунальное хозяйство, жилой фонд и т. д.).

## Социальная инфраструктура во второй половине 20-го века
Начиная с середины XX в., во всех странах с развитой рыночной экономикой резко ускорился процесс развития социальной инфраструктуры. Развертывание научно-технической революции, во-первых, потребовало резкого повышения качества рабочей силы за счет развития интеллекта, укрепления здоровья, изменения трудовых мотиваций, что стимулировало развитие различных сфер социальной инфраструктуры. Во-вторых, была создана качественно новая в технологическом плане материально-техническая база в отраслях и сферах социальной инфраструктуры, что обеспечивало высокую эффективность её функционирования. В-третьих, развертывание научно-технической революции в отраслях материального производства сопровождалось значительным сокращением численности занятых, что создало возможность существенного перераспределения рабочей силы в сферу услуг, в том числе в отрасли социальной инфраструктуры.
Развитие и эффективное функционирование объектов, входящих в социальную инфраструктуру, их доступность населению — важное условие повышения уровня и качества жизни основной массы населения страны.

## Оценки социальной инфраструктуры
Оценки социальной инфраструктуры играют важную роль в современных статистических исследованиях, проводимым как отдельными странами, так и международными организациями в целях оказания соответствующей помощи. Например, Всемирный банк использует следующие показатели:
1. Число больничных коек;
2. Численность врачей;
3. Численность учителей начальных классов;
4. Численность учителей средней школы.